# Distretto di Madhepura
Madhepura è un distretto dell'India di 1 524 596 abitanti, che ha come capoluogo Madhepura.